# Лукас Кранах Стари
Лукас Кранах Стари (на немски: Lucas Cranach der Ältere, 1475 в Кронах, Горна Франкония, † 16 октомври 1553 във Ваймар) е известен немски художник и график от Ренесанса през ранния 16 век в Германия.
Неговата стилистична дъга варира от експресионизма на ранните му творби до интелектуален и елегантен, почти абстрактен, графичен стил в по-късната му фаза. Неговият син Лукас Кранах Млади също е художник и поема ателието му през 1550 (1552?) г.

## Биография
Лукас Кранах Стари е първо пътуващ художник. Започва кариерата си с чиракуване в гравьорската работилница на баща си, с когото си сътрудничи до 1498 г. Между 1501 и 1504 г. пътува по долината на река Дунав до Виена, където се движи в хуманистични среди. През тези години рисува картини с религиозно вдъхновение: Свети Йероним (1502), Разпятие (1503), Почивка при бягство в Египет (1504) и портрета на виенски хуманист доктор Куспиниан и съпругата му (1504). През този период неговият стил, близък до тази на Албрехт Дюрер, Албрехт Алтдорфер и Дунавската школа (на която той освен това е един от главните герои), се характеризира с преобладаването на анимирани, почти сюрреалистични пейзажи, с вниманието към детайлите и символите, изострена лиричност, в която психологическото напрежение е осезаемо, с пространства, в които хармонично се вписват загадъчни герои.
През 1505 г. е назначен във Витенберг като дворцов художник при курфюрст Фридрих Мъдри от Саксония. На 6 януари 1508 г. Кранах получава от Фридрих Мъдри емблема с крилата змия с рубин-пръстен в муцуната като фамилен герб. Същата година е изпратен от него на дипломатическа мисия в Мехелен в Нидерландия, където рисува портретите на други фамилни членове и на император Максимилиян I и на по-късния император Карл V. От тази дата нататък неговото изкуство се насочва към стил, подобен на Маниеризма: формите се удължават, стават по-фини, героите придобиват значение във връзка с пейзажа, който се е превърнал почти в проста декорация, а различните им пози стават по-сложни, с голямо внимание за фините дрехи. Във Витенберг по това време той се запознава с Мартин Лутер, с когото установява приятелски отношения, доказани от множеството негови портрети, както и с Филип Меланхтон. Става кръстник заедно със съпругата си на Мартин Лутер и Катарина фон Бора и кръщелник на най-големия син на Лутер. Втората съпруга на син му Лукас Кранах Млади, Магдалена Шурф, е племеница на Филип Меланхтон.
След като преминава към реформистки идеи, Кранах участва в създаването на протестантска иконография, представяща скъпи за Реформацията теми, взети от Стария и Новия завет. Той също така рисува множество портрети и религиозни сцени, които му осигуряват слава в цяла Европа и, започвайки от 1525 г., засилва производството си благодарение на помощта на синовете си Ханс и Лукас, активни в добре организираната работилница. Именно той илюстрира с гравюри немското издание на Библията, преведено от Лутер (т. нар. „Библия на Лутер“).

През 1520 г. успява да си купи аптека във Витенберг. След няколко години е също и счетоводител, търговец на хартия и издател, и кмет (1519/1520, 1528/1529). През 1524 г. среща Албрехт Дюрер в Нюрнберг, който му рисува портрет със сребърен молив. Собственик на аптека и печатница, той е избиран три пъти за кмет на Витенберг и запазва живописната си длъжност и при курфюрстите Йоан-Констанс и Йохан Фридрих I от Саксония, за които рисува библейски и митологични голи тела с алюзивна еротика. От 1537 до 1544 г. отново е кмет на Витенбергската община. 
На 24 април 1547 г. неговият трети господар херцог Йохан Фридрих I губи битката при Мюлберг и е пленен от имперската войска. Той му нарежда след три години да го последва в пленничеството му. Кранах го придружава в плен от 1550 до 1552 г. Така той отива в Аугсбург, след това в Инсбрук и служи на херцога и посетителите му. В Аугсбург се запознава с Тициан. След две години той отива с херцога в новата му резиденция във Ваймар.
Лукас Кранах Стари умира на 16 октомври 1553 г. в дома на дъщеря му Барбара във Ваймар („Дом „Кранах“). Гробът му се намира на външната стена на Якобскирхе. На гроба си е наречен Бързият художник. Неговите почетни дни са при протестантите в Германия на 10 октомври, в Америка на 6 април.

## Брак и потомство
Кранах се жени вероятно през 1512 г. за Барбара Бренгебир († 25 декември 1540), дъщеря на Йобст Бренгебир, кмет на Гота, от която има пет деца:
- Ханс (* 1512, † 1537), художник
- Лукас Кранах Млади (* 1515, † 1586), художник, поема ателието на баща си 1550 (52?) и става кмет на Витенберг
- Барбара, омъжена за саксонския канцлер Християн Брюк; от тази линия произлиза майката на Гьоте
- Урсула, омъжена I. на 3 май 1537 за неизвестен и от есента на 1544 г. за кмета на Гота Георг Даш
- Анна († 30 юни 1577), омъжена за витенбергския аптекар и кмет Каспар Пфройнд

## Галерия
- Венера и Амур (1509)
- Кардинал Албрехт Бранденбургски (1520)
- Юдит с главата на Холоферн (ок. 1530)
- Мадоната с Младенеца (ок. 1520)
- Адам и Ева (1526)
- Адам и Ева в Ррайската градина (1530)
- Разпятие на Христос (1503)
- Съдът на Парис (1528)
- Мартин Лутер (1529)
- Герб и подпис на Кранах, 1529